# Emma Thomas
Quý bà Emma Thomas, Phu nhân Nolan DBE (sinh ngày 9 tháng 12 năm 1971) là một nữ nhà sản xuất điện ảnh kiêm doanh nhân người Anh. Là người thường xuyên hợp tác với chồng là nhà làm phim Christopher Nolan, bà nổi tiếng với vai trò đồng sản xuất những tác phẩm điện ảnh gồm The Prestige (2006), The Dark Knight Trilogy (2005–2012), Inception (2010), Hố đen tử thần (2014), Cuộc di tản Dunkirk (2017) và Oppenheimer (2023), tác phẩm giúp bà giành giải Quả cầu vàng, giải BAFTA và giải Oscar cho hạng mục Phim hay nhất. Với những đóng góp lớn trong ngành điện ảnh, bà được phong tước danh hiệu quý bà vào năm 2024.

## Danh sách phim
- Doodlebug (1997)
- Following (1998)
- Memento (2000) (nhà sản xuất phụ)
- Insomnia (2002) (đồng sản xuất)
- Batman Begins (2005)
- The Prestige (2006)
- Kỵ sĩ bóng đêm (2008)
- Batman: Gotham Knight (2008) (giám đốc sản xuất)
- Inception (2010)
- Kỵ sĩ bóng đêm trỗi dậy (2012)
- Người đàn ông thép (2013)
- Trí tuệ siêu việt (2014) (giám đốc sản xuất)
- Hố đen tử thần (2014)
- Batman đại chiến Superman: Ánh sáng công lý (2016) (giám đốc sản xuất)
- Cuộc di tản Dunkirk (2017)
- Liên minh Công lý (2017) (giám đốc sản xuất)
- Tenet (2020)
- Liên minh Công lý phiên bản của Zack Snyder (2021) (giám đốc sản xuất)
- Oppenheimer (2023)

## Giải thưởng

### Giải Oscar
| Năm  | Hạng mục      | Tác phẩm            | Kết quả   | Chú thích |
| ---- | ------------- | ------------------- | --------- | --------- |
| 2010 | Phim hay nhất | Inception           | Đề cử     | [ 1 ]     |
| 2017 | Phim hay nhất | Cuộc di tản Dunkirk | Đề cử     | [ 2 ]     |
| 2023 | Phim hay nhất | Oppenheimer         | Đoạt giải | [ 3 ]     |

### Giải BAFTA
| Năm  | Hạng mục      | Tác phẩm            | Kết quả   | Chú thích |
| ---- | ------------- | ------------------- | --------- | --------- |
| 2010 | Phim hay nhất | Inception           | Đề cử     | [ 4 ]     |
| 2017 | Phim hay nhất | Cuộc di tản Dunkirk | Đề cử     | [ 5 ]     |
| 2023 | Phim hay nhất | Oppenheimer         | Đoạt giải |           |

### Quả cầu vàng
| Năm  | Hạng mục                 | Tác phẩm            | Kết quả   | Chú thích |
| ---- | ------------------------ | ------------------- | --------- | --------- |
| 2010 | Phim chính kịch hay nhất | Inception           | Đề cử     | [ 6 ]     |
| 2017 | Phim chính kịch hay nhất | Cuộc di tản Dunkirk | Đề cử     | [ 7 ]     |
| 2023 | Phim chính kịch hay nhất | Oppenheimer         | Đoạt giải |           |